# استعمار کهن
استعمار کهن شیوه‌ای استعماری بوده که قدرت‌های بزرگ با اعمال زور بر کشورهای دیگر سلطه پیدا می‌کردند و خود در رأس آن کشورها حکمرانی می‌کردند و به چپاول ثروت آنها می‌پرداختند. برای نمونه می‌توان به دوران حکومت بریتانیا بر هندوستان در اواخر قرن ۱۶ و اوایل قرن ۱۷ اشاره کرد. در استعمار کهن مجریان در سرزمین مستعمره حضور مستقیم دارند.

## ویژگی‌ها
از ویژگی‌های این نوع استعمار می‌توان اشاره کرد به:
- قدرت نظامی حرف اول را می‌زد و تهدیدها از نوع تهدید سخت بود.
- لشکرکشی و کشتار موجه بود و کشتار بیشتر دلیل قدرت بیشتر بود.
- برای استعمارگران پرهزینه بود.
- سرزمین‌ها فتح می‌شدند و حاکمیت مستقیم بر آنها اعمال می‌شد.
- از ابزارهای رسانه‌ای مانند روزنامه که به واسطه پدید آمدن صنعت چاپ شکل گرفته بود، بهره می‌گرفت.

## دوره‌ها
استعمار کهن، را می‌توان به سه دوره تقسیم نمود:
- استعمار دوره اول
- استعمار دوره دوم
- استعمار دوره سوم